# Вишнёвое (Васильевский район)
Вишнёвое (укр. Вишневе) — село,
Раздольская сельская община,
Васильевский район,
Запорожская область,
Украина.
Код КОАТУУ — 2325282002. Население по переписи 2001 года составляло 408 человек.

## Географическое положение
Село Вишнёвое находится на расстоянии в 2 км от села Коханое и в 3 км от села Переможное.

## История
- 1928 год — дата основания села.
- В 1977 году к селу присоединено село Показное.